# Opština Sveti Nikole
Sveti Nikole (makedonsky Свети Николе) je opština na východě Severní Makedonie. Sveti Nikole je také název města, které je centrem opštiny. Opština se nachází ve Vardarském regionu.

## Geografie
Opština na severu sousedí s opštinou Kumanovo a Kratovo, na východě s opštinou Probištip, na jihu s opštinami Štip a Lozovo a západě s opštinami Veles a Petrovec.

## Demografie
V opštině žije celkem 18 497 obyvatel. Hustota zalidnění je relativně nízká (38,3 obyvatel/1 km2)
| Etnikum   | Počet  | %       |
| --------- | ------ | ------- |
| Makedonci | 18 005 | 97,34 % |
| Valaši    | 238    | 1,29 %  |
| Turci     | 81     | 0,44 %  |
| Romové    | 72     | 0,39 %  |
| Srbové    | 71     | 0,38 %  |
| Bosňáci   | 1      | 0,01 %  |
| ostatní   | 29     | 0,16%   |

V opštině nežijí vůbec Albánci, kteří v Makedonii tvoří nejpočetnější národnostní menšinu. 
| Vyznání     | Počet  | %       |
| ----------- | ------ | ------- |
| pravoslavní | 18 029 | 97,46 % |
| muslimové   | 159    | 0,86 %  |
| katolíci    | 7      | 0,04 %  |
| protestanti | 0      | 0       |
| ostatní     | 302    | 1,63 %  |